# 거미줄

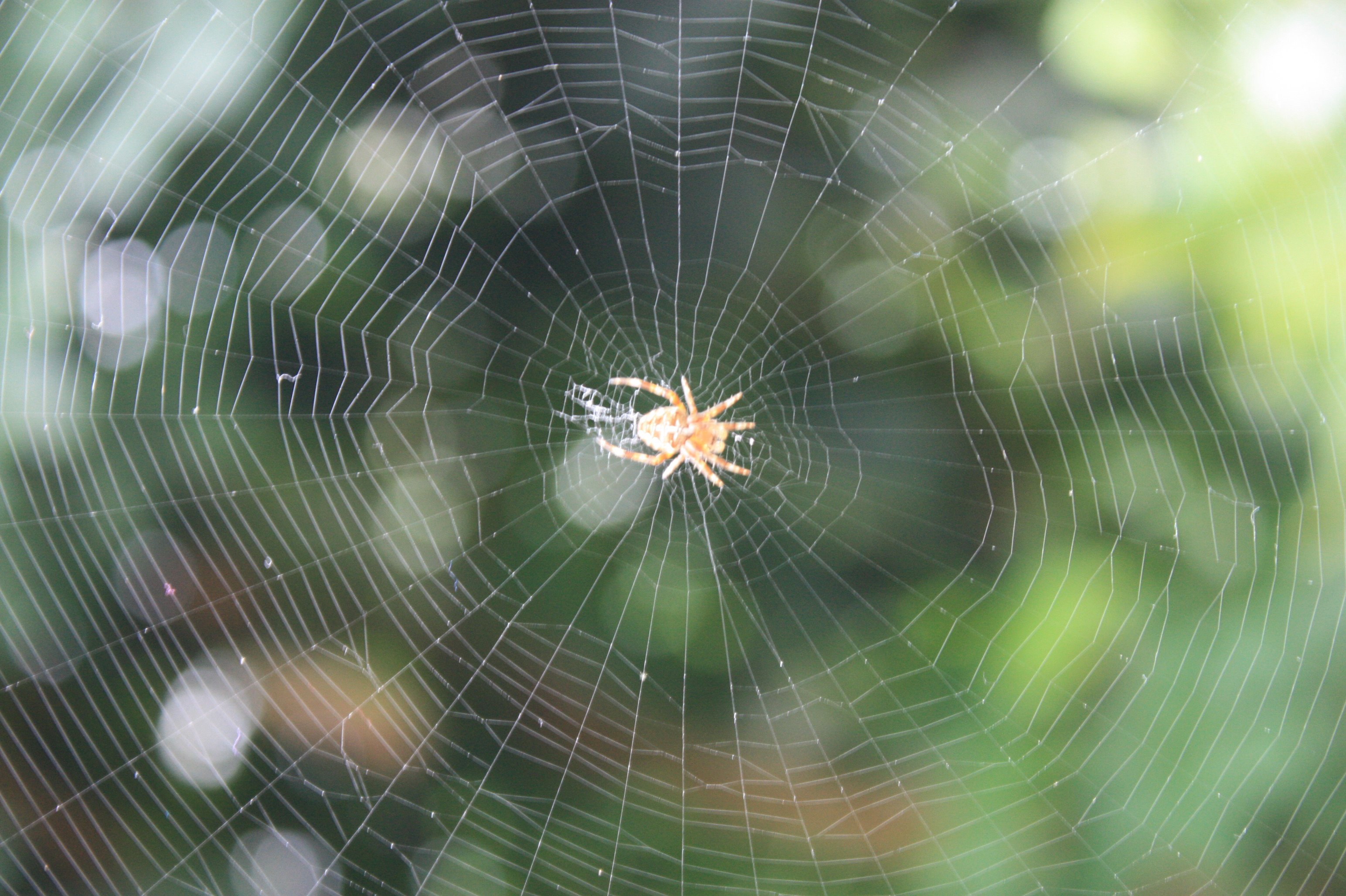

거미줄(영어: spider web)은 거미가 방적돌기에서 사출하여 친 거미줄이다. 거미집이라고도 한다. 거미가 알을 낳아 놓게 하거나 먹이를 잡게 하려고 얽은 그물을 말한다.
거미줄은 적어도 141,000,000년 동안 존재해왔는데, 이는 잉글랜드 지방 서섹스 주의 백악기 초기에서 드물게 발견된 것에서 유추한다.
거미줄을 쳐서 벌레를 잡아 먹음으로써 거미에 영양분을 공급할 수 있으나 모든 거미들이 먹잇감을 잡기 위해 거미줄을 치는 것은 아니며 거미줄을 아예 치지 않는 거미들도 있다.

## 실의 생산
거미가 초기 데본기에 물에서 육지로 이동했을 때 자신의 몸과 알을 보호하기 위해 거미줄을 치기 시작하였다. 점차 사냥 목적으로 실을 이용하기 시작했는데, 마침내 오늘날 익숙한 모습의 대기에 뜬 거미줄로 자리잡혔다.
거미는 항문에 가까운 배의 끝에 위치한 방적돌기 실샘으로부터 실을 생산한다. 거미는 제각기 다른 종류의 실샘을 이용하여 서로 다른 실을 뽑아내며 일부 거미들은 일생 동안 최대 8개의 실만 생산할 수 있다.

## 참고 문헌
- Brasier, Martin; Cotton, Laura & Yenney, Ian (2009년) First report of amber with spider webs and microbial inclusions from the earliest Cretaceous (c. 140 Ma) of Hastings, Sussex. Journal of the Geological Society 166(6):989-997. doi:10.1144/0016-76492008-158

## 같이 보기
- 거미